# René Gallice
René Gallice (* 13. April 1919 in Forcalquier; † 25. Mai 1999 in Bordeaux) war ein französischer Fußballspieler, der den wesentlichen Teil seiner Karriere bei Girondins Bordeaux verbrachte und einmal für das französische Nationalteam auflief.

## Vereinskarriere
Der 174 Zentimeter große Mittelfeldspieler Gallice, der gelegentlich auch als Abwehrspieler aufgeboten wurde, lebte als Jugendlicher in Marseille und spielte von 1936 an für die Reservemannschaft des dort angesiedelten Erstligisten Olympique Marseille. Auf diesem Weg schaffte er den Sprung in die erste Mannschaft, für die er am 17. Oktober 1937 bei einem 3:3-Unentschieden gegen Racing Paris im Alter von 18 Jahren zum ersten Mal eine Partie in der höchsten nationalen Spielklasse bestritt. Fortan griff der Trainer einige weitere Male auf ihn zurück, auch wenn er sich zu einer Zeit, in der Ein- und Auswechslungen noch nicht möglich waren, nicht dauerhaft etablieren konnte. Seinem Klub gelang der Einzug ins nationale Pokalfinale 1938, das ohne sein Mitwirken mit 2:1 gegen den FC Metz gewonnen wurde.
Nach sieben bestrittenen Erstligapartien für Marseille unterschrieb er 1938 beim Zweitligisten Girondins Bordeaux, in dessen Trikot er für den Rest seiner Profilaufbahn auf dem Platz stand. Bei Bordeaux avancierte er sofort zum Stammspieler, musste aber 1939 den Beginn des Zweiten Weltkriegs und die damit verbundene Unterbrechung des Spielbetriebs erleben. Am inoffiziell fortgeführten Fußball konnte er nicht teilhaben, da er mit seinen 20 Jahren als Soldat in die Armee eingezogen wurde und nach der Besetzung Frankreichs an der Seite der Forces françaises libres weiter am Krieg teilnahm. Er blieb bis 1944 an der Front und es verging ein weiteres Jahr, ehe er 1945 wieder im Kader seines Vereins aus Bordeaux stand, der nach der Wiedereröffnung des regulären Spielbetriebs im Jahr 1945 in der ersten Liga antreten durfte.
Trotz seiner sechsjährigen Abwesenheit und der Tatsache, dass er sich eine Spielklasse höher zu beweisen hatte, fügte sich Gallice sofort wieder als Stammspieler in die erste Elf der Südwestfranzosen ein. Mit der Mannschaft kämpfte er gegen den Abstieg, der 1947 nicht mehr vereitelt werden konnte. Der sonst eher defensiv orientierte Spieler leistete in der Saison 1948/49 mit zehn Treffern auch offensiv einen nennenswerten Beitrag und schaffte am Saisonende mit dem Team die Rückkehr in die französische Eliteklasse. Dort zählte er zu den Leistungsträgern einer Mannschaft, die 1950 als Aufsteiger die nationale Meisterschaft gewann. In den nachfolgenden Jahren konnte der Verein seine Stellung unter den besten des Landes behaupten, was 1952 zum Einzug ins nationale Pokalfinale führte. Während Gallice 1938 noch ohne eigene Beteiligung den Titel holen konnte, trat er dieses Mal zum Endspiel an und scheiterte durch ein 3:5 gegen den OGC Nizza an einem möglichen Erfolg. Obwohl er bereits deutlich über 30 Jahre alt war, konnte er in den frühen 1950er-Jahren seine mannschaftsinterne Position behaupten und war gesetzt, bis er im Verlauf der Spielzeit 1954/55 zunehmend aus der ersten Elf verdrängt wurde. Entsprechend war er beim nationalen Pokalfinale 1955 nicht auf dem Platz und erlebte eine 2:5-Niederlage seiner Teamkameraden gegen den OSC Lille, die ihm die Hoffnung auf einen weiteren Titel zunichtemachte. Im selben Jahr beendete er mit 36 Jahren nach 250 Erstligapartien mit 16 Toren sowie 107 Zweitligapartien mit 15 Toren seine Profilaufbahn. Anschließend war er von 1955 bis 1958 als Trainer bei einem Amateurverein aus Gironde-sur-Dropt beschäftigt und kam für diesen zeitweise auch als Spieler zum Einsatz.

## Nationalmannschaft
Gallice war 32 Jahre alt, als er am 12. Mai 1951 bei einem 2:2-Remis gegen Nordirland im Trikot der französischen Nationalmannschaft debütierte. Das Freundschaftsspiel, bei dem er selbst kein Tor erzielen konnte, blieb zugleich die einzige Partie, die er für sein Land bestreiten durfte.

## Späteres Leben
Gemeinsam mit seinem Teamkameraden Jean Swiatek führte er von 1955 bis 1958 ein Sportbekleidungsgeschäft in der Innenstadt von Bordeaux. Der Stadt blieb er weiterhin treu, auch wenn er als Rentner zeitweise in Spanien lebte. Seine Söhne Jean Gallice (* 1949) und André Gallice (* 1950) ergriffen ebenfalls den Beruf des Fußballspielers, wobei Jean seinem Vater ins Nationalteam nachfolgte.